# Riu Orange
L'Orange —Oranjerivier (afrikaans) —és el segon riu més important del sud d'Àfrica després del Zambeze. Neix a les muntanyes Drakensberg de Sud-àfrica i recorre la frontera entre aquest país i Lesotho, a uns 193 km de l'oceà Índic. El riu Orange continua durant 2.200 km cap a l'oest, traçant la frontera meridional de la província de l'Estat Lliure. Posteriorment discorre delimitant la frontera entre Namíbia i Sud-àfrica i desemboca a l'oceà Atlàntic a Alexander Bay, a mig camí entre Walvis Bay i Ciutat del Cap.
És el riu més llarg de Sud-àfrica. Amb una longitud total de 2.432 km, la conca del riu Orange s'estén des de Lesotho fins a Sud-àfrica i Namíbia al nord. Neix a les muntanyes de Drakensberg a Lesotho i flueix cap a l'oest a través de Sud-àfrica fins a l'oceà Atlàntic. El riu forma part de les fronteres internacionals entre Sud-àfrica i Lesotho i entre Sud-àfrica i Namíbia, així com diverses fronteres provincials dins de Sud-àfrica. Excepte Upington, no passa per cap ciutat important. El riu Orange té un paper important en l'economia de Sud-àfrica en proporcionar aigua per al reg i energia hidroelèctrica. El riu va rebre el nom de riu Orange en honor a la família governant holandesa, la Casa d'Orange, per l'explorador holandès Robert Jacob Gordon. Altres noms inclouen simplement la paraula per a riu, en l'ortografia nama escrita com a Kai! Garib, que es representa en afrikaans com Gariep River amb la intrusió d'una fricativa velar en lloc del clic alveolar, Groote River (derivat de Kai ! Garib) o riu Senqu (utilitzat a Lesotho), derivat de ǂNū "Negre". Es coneix a isiZulu com isAngqu
El seu afluent més destacat és el Vaal, que també neix a la serralada Drakensberg, a l'est de Johannesburg i forma la frontera entre el l'antiga Província de Transvaal i l'Estat Lliure, abans d'unir-se amb l'Orange al sud-oest de Kimberley. Després d'unir-se amb el Vaal, l'Orange recorre els terrenys àrids i salvatges del sud de la regió de Kalahari i Namaqualand. Durant els últims 800 km del seu curs rep molts rierols intermitents i diversos uadis.
El cabal es reduïx considerablement a causa de l'evaporació. En l'estació de pluges, l'Orange es converteix en un impetuós torrent. El riu va ser descobert per europeus en 1760 i va ser batejat amb el nom de la Casa d'Orange dels Països Baixos al voltant de 1777-79.

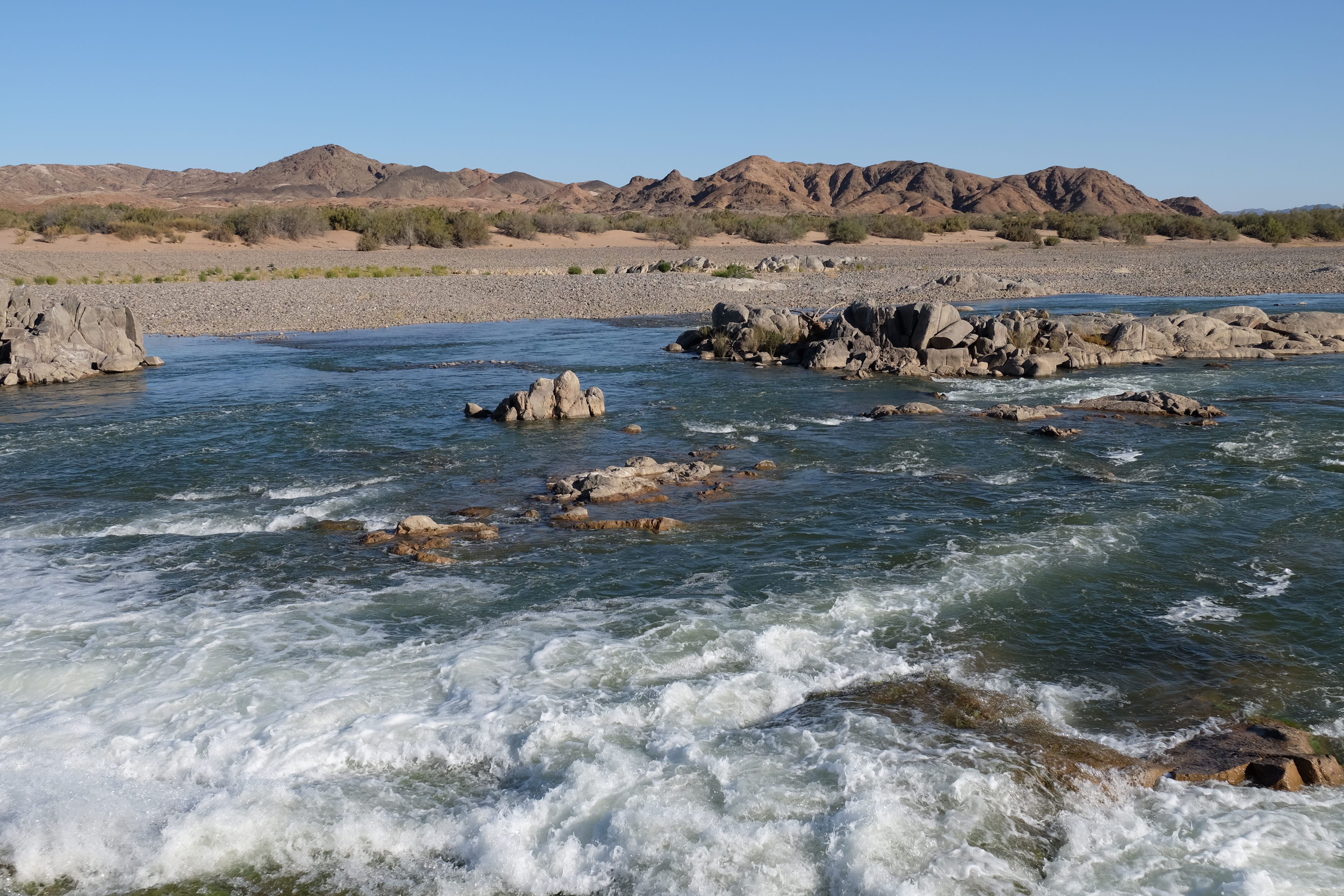
Riu Orange al sud de Rosh Pinah

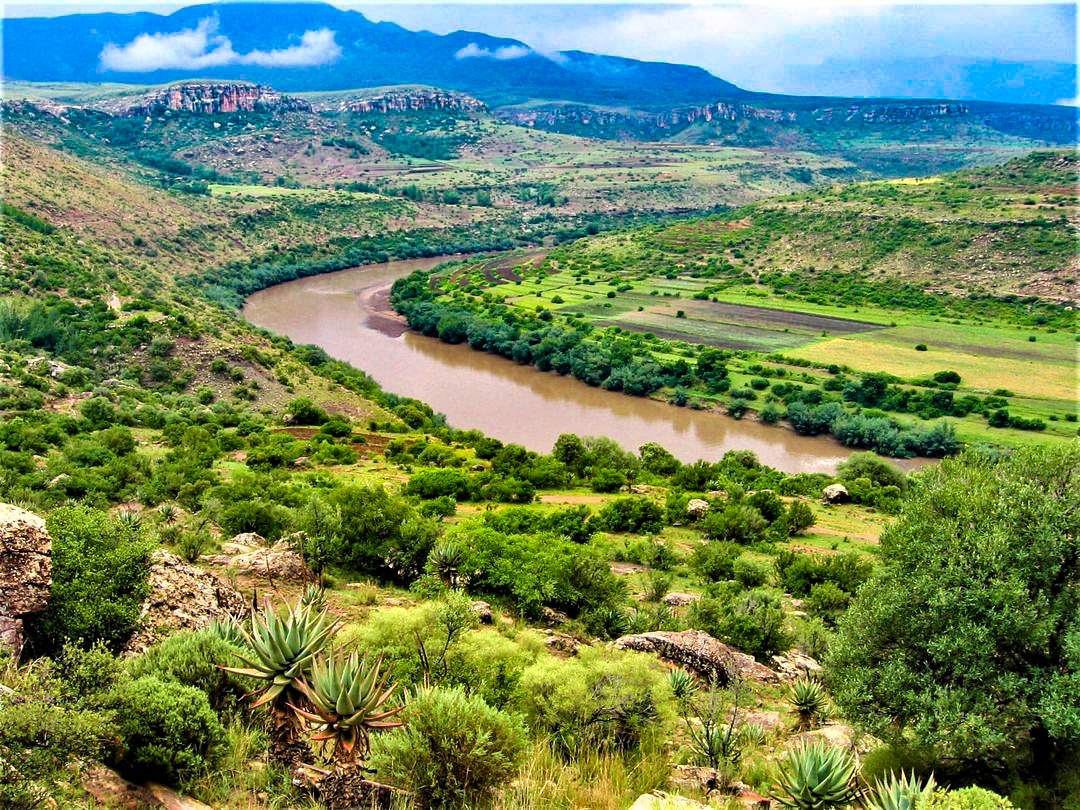
Riu Senqu a prop de Ha Potomane a Quthing, Lesotho

## Curs
L'Orange neix a les muntanyes de Drakensberg al llarg de la frontera entre Sud-àfrica i Lesotho, cap a 193 km a l'oest de l'oceà Índic i a una altitud de més de 3.000 m. L'extrem del riu Orange dins de Lesotho es coneix com a Senqu. Parts del riu Senqu es gelen a l'hivern a causa de la gran altitud que hi ha. Això crea sequera aigües avall, que afecta principalment la producció de bestiar.

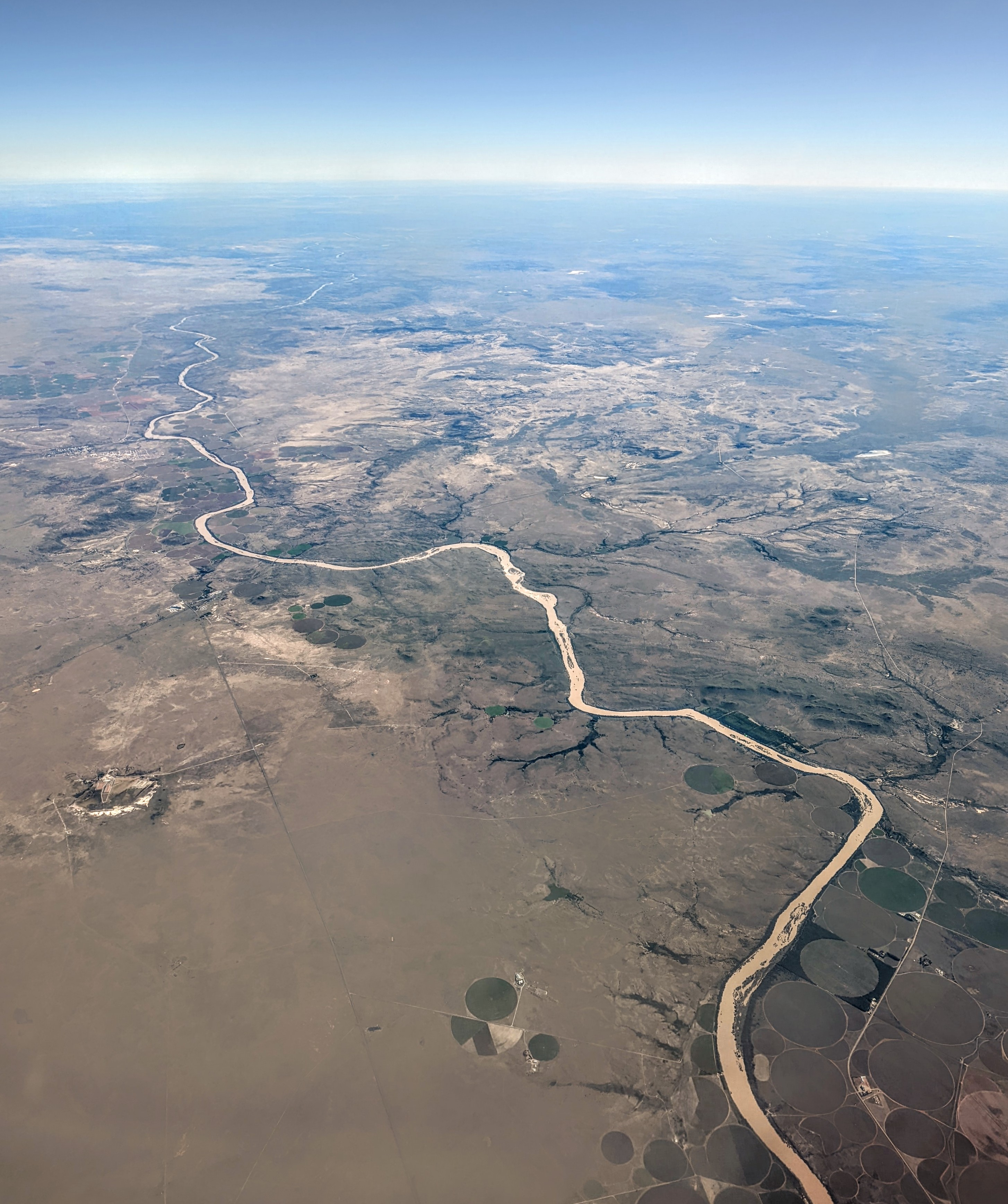
Riu Orange prop de Hopetown

El riu Orange corre cap a l'oest a través de Sud-àfrica, formant el límit sud-oest de la província de l'Estat Lliure. En aquest tram, el riu desemboca primer a la presa de Gariep i més tard a la presa de Vanderkloof. Des de la frontera de Lesotho fins a sota de la presa de Vanderkloof, el llit del riu té profundes incisions. Aigües avall, la terra és més plana i el riu s'utilitza àmpliament per al regadiu.
Al punt occidental de l'Estat Lliure, al sud-oest de Kimberley, l'Orange es troba amb el seu principal afluent, el riu Vaal, que forma bona part de la frontera nord de la província. A partir d'aquí, el riu flueix més a l'oest a través de l'àrid desert de la regió del sud de Kalahari i Namaqualand a la província del Cap Septentrional per trobar-se amb Namíbia a 20 ° de longitud E. Des d'aquí, flueix cap a l'oest durant 550 km, formant la frontera internacional entre la província i la regió de Karas de Namíbia. A la frontera, el riu passa per la ciutat de Vioolsdrif, el principal lloc fronterer entre Sud-àfrica i Namíbia.

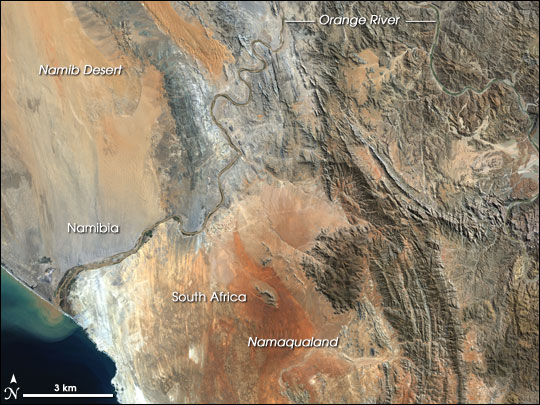
Aquesta imatge mostra els darrers 100 km més o menys del riu Orange, en el qual els dipòsits de grava al llit del riu i al llarg de les ribes són rics en diamants, i en aquest tram operen diverses mines de diamants.

En els darrers 800 km del seu curs, l'Orange rep molts rius intermitents i diversos grans uadis hi condueixen. En aquest tram, el desert de Namib acaba a la riba nord del riu, de manera que en circumstàncies normals, el volum d'aigua afegit per aquests afluents és insignificant. Aquí, el llit del riu torna a tenir profundes incisions. Les Cascades d'Augrabies es troben en aquest tram de l'Orange, on el riu baixa 122 m en 26 km. L'Orange desemboca a l'oceà Atlàntic entre les petites ciutats d’Oranjemund (que significa "boca taronja") a Namíbia i la badia d'Alexander a Sud-àfrica, aproximadament equidistant entre Walvis Bay i Ciutat del Cap. En uns 33 km des de la seva boca, està obstruït per ràpids i bancs de sorra i, en general, no és navegable durant llargs trams.
El riu té una longitud total de 2.432 km.

### Captació i precipitació

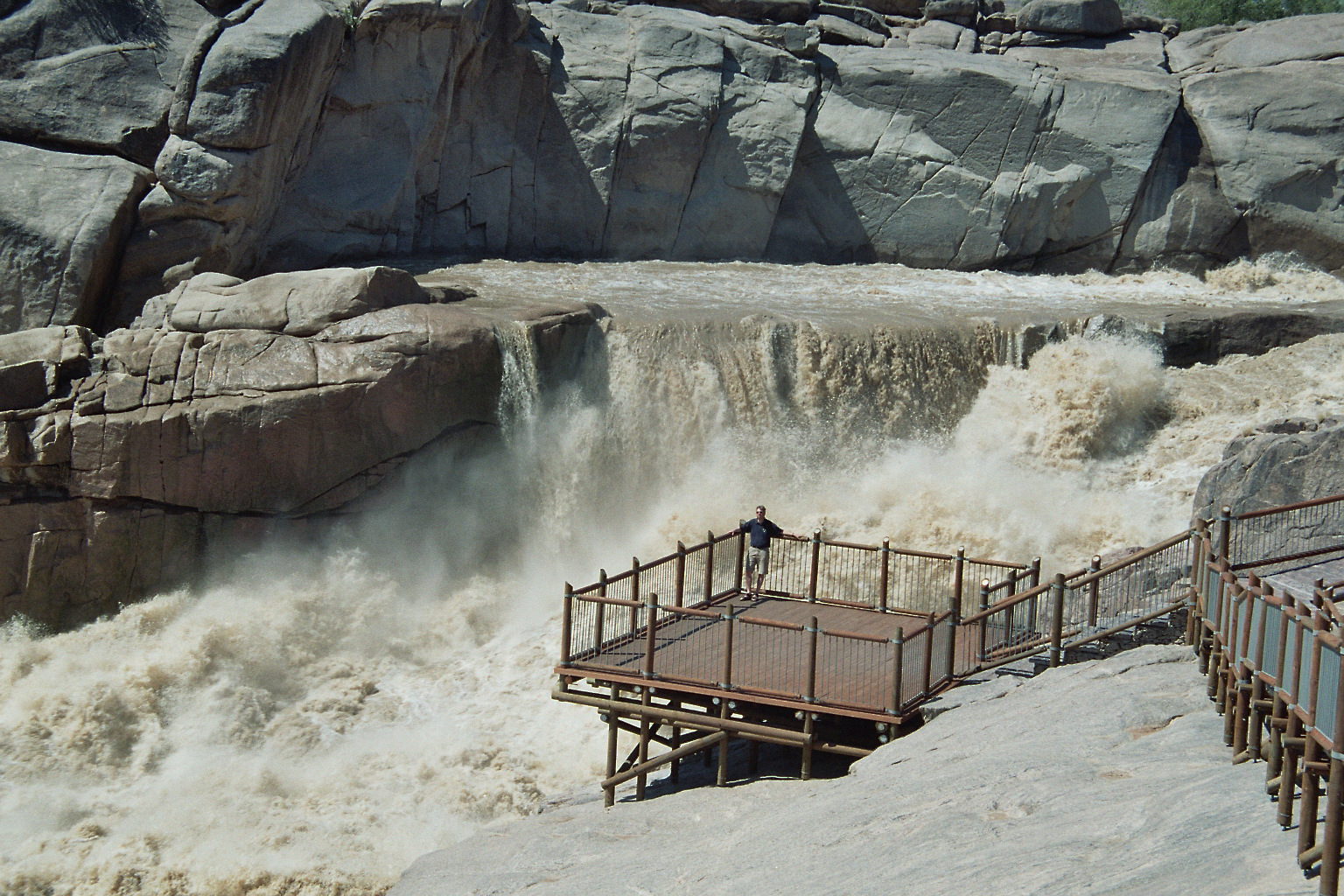
Les Cascades d'Augrabies a ple cabal

A l'estació seca, el volum de l'aigua del riu es redueix considerablement a causa de la ràpida escorrentia i evaporació. A la font de l'Orange, la pluja és d'uns 2.000 mm anuals, però la precipitació disminueix a mesura que el riu flueix cap a l'oest; a la seva desembocadura, la pluja és inferior a 50 mm per any. Els factors que donen suport a l'evaporació, però, tendeixen a augmentar en direcció oest. A l'estació humida (estiu), el riu Orange es converteix en un torrent impetuós i marró. L'enorme massa de sediment transportada constitueix una amenaça a llarg termini per als projectes d'enginyeria al riu.
La captació total del riu Orange (inclòs el Vaal) s'estén per més de 973.000 km², és a dir, equivalent a aproximadament el 77% de la superfície de Sud-àfrica (1.268.5358 km 2). Uns 366.000 km² (38%), però, es troben fora del país a Lesotho, Botswana i Namíbia.

### Afluents
- Riu Vaal - 1,458 km
- Riu Caledon - 642 km
- Riu Khubedo - 144 km

### Preses
- Presa d'Armènia
- Presa d'Egmont
- Presa de Gariep
- Presa de Newberry
- Presa de Vanderkloof
- Presa de Welbedacht

## Història

### Etimologia
Alguns dels primers habitants precolonials van anomenar el riu ǂNūǃarib, fent referència al seu color negre, o de vegades només Kai! Arib ("Gran riu"), del qual es deriva la versió en afrikaans Gariep, i la traducció "Groote Rivier". El primer nom holandès del riu era només aquesta traducció, Groote Rivier, que significa "Gran riu". El riu va ser batejat Orange pel coronel Robert Gordon, comandant de la guarnició de la Companyia Neerlandesa de les Índies Orientals a Ciutat del Cap, en un viatge a l'interior el 1779. Gordon va batejar el riu en honor de Guillem V d'Orange.
Una creença popular però incorrecta és que el riu va rebre el nom del color suposadament taronja de la seva aigua, en oposició al color del seu afluent, el riu Vaal, nom que deriva del nom ǀHaiǃarib "riu pàl·lid" (vaal és en afrikaans pàl·lid o gris). Des de la fi de l'apartheid, el nom "Gariep" ha tingut més favor en la correspondència oficial a Sud-àfrica, encara que el nom "Orange" té un major reconeixement internacional. A Lesotho, on neix el riu, es coneix com el riu Senqu, derivat del nom original de Khoemana.

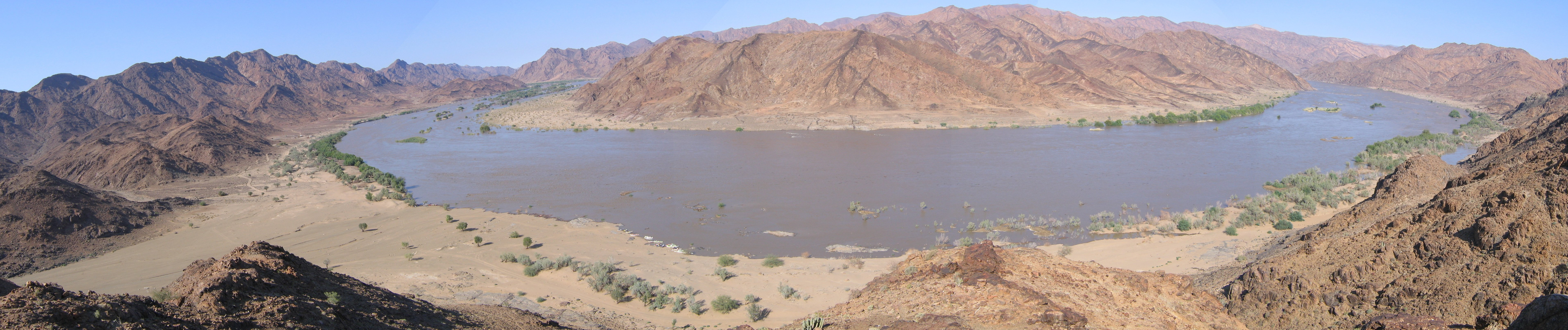
Panoràmica presa des d'un turó ric en fluorita amb vistes a un revolt del riu, que estava inundat a causa de pluges per sobre del normal

El Comitè de Noms Geogràfics del Cap Oriental ha anunciat la seva intenció de considerar un canvi del nom colonial, per a aquella porció del riu que forma la frontera entre el Cap Oriental i l'Estat Lliure, amb suggeriments per ser IGqili o Senqu.
L'anunci publicat al diari Aliwal Weekblad afirma que "el nom actual es percep que té una forta associació amb la història de la submissió colonial i, per tant, no té cabuda sota l'actual situació democràtica".

## Economia

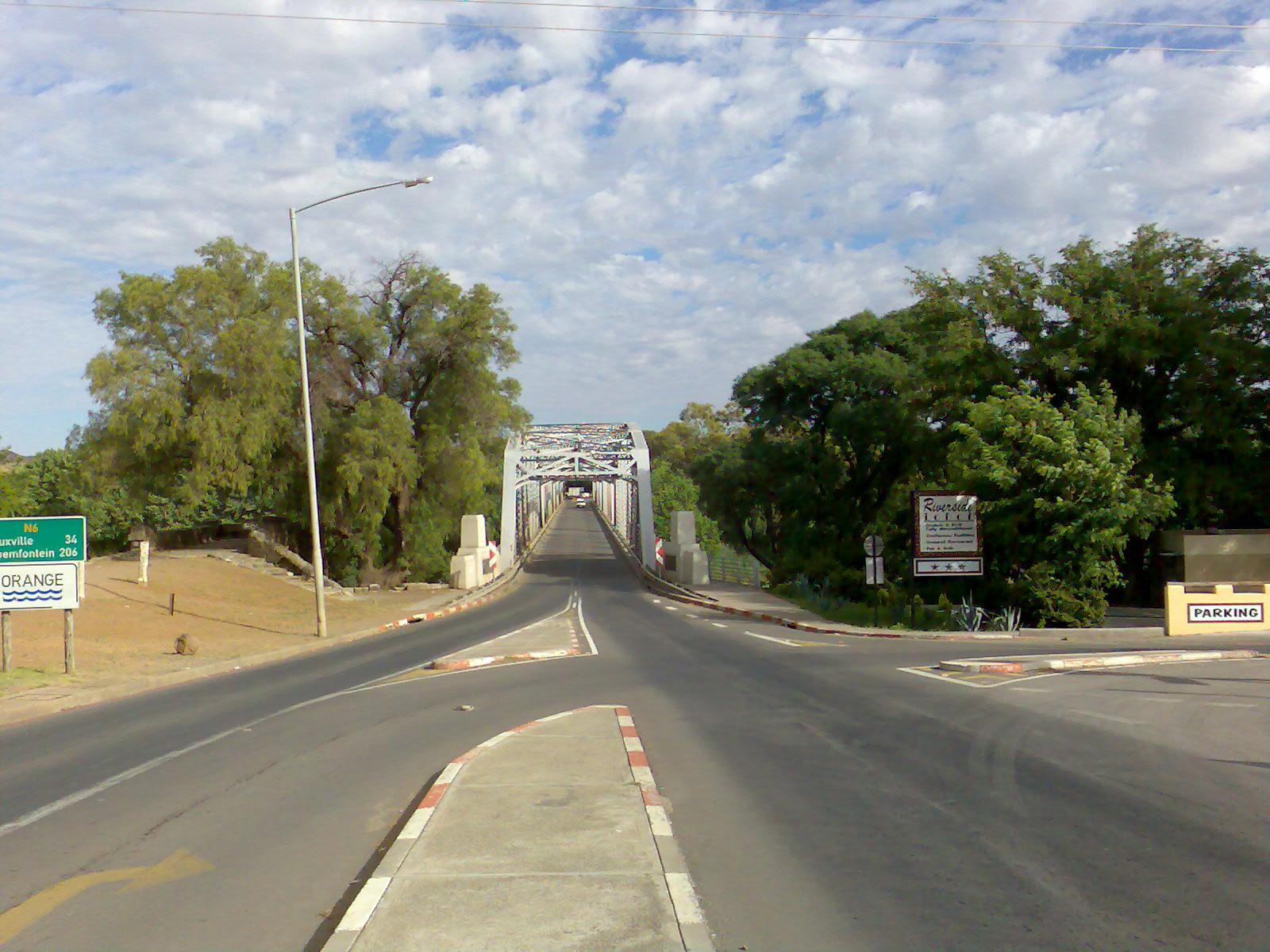
El pont General Hertzog sobre el riu Orange a Aliwal North a la frontera sud-oest amb l'Estat Lliure: observeu les restes del pont Frere a l'esquerra.

Com a punt de recollida de la majoria de l'aigua de Sud-àfrica, el riu Orange té un paper important en l'agricultura, la indústria i la mineria. Per ajudar, s'han creat dos grans plans d'aigua, el projecte del riu Orange i el projecte d'aigua de les terres altes de Lesotho. Històricament, el riu va tenir un paper important en la febre dels diamants de Sud-àfrica, amb els primers diamants del país descoberts en jaciments al·luvials a l'Orange. Actualment, diverses mines comercials de diamants operen al llarg del tram final del riu Orange i al voltant de la seva desembocadura.
A causa de la manca d'animals perillosos i els nivells d'aigua elevats durant l'estiu, el riu s'utilitza per a l'esbarjo en canoa i ràfting. El ràfting del riu Orange s'ha tornat molt popular entre moltes empreses que utilitzen els seus campaments al llarg del riu des dels quals operar. Els viatges més populars són els viatges fluvials de quatre i sis dies que tenen lloc al llarg del congost sota les cascades d'Augrabies o al llarg de la zona de Richtersveld.

### Projecte del riu Orange
El projecte Orange River (ORP) va ser un dels projectes més grans i imaginatius d'aquest tipus a Sud-àfrica. Va ser construït pel govern d'Hendrik Verwoerd en el moment àlgid de l'era de l'apartheid. L'ORP es va construir per explotar les aigües del riu Orange —que, sense el riu Vaal, representa un 14,1% de l'escorrentia total a Sud-àfrica— i, en el procés, per satisfer una demanda creixent d'aigua. Els objectius principals del projecte eren:
- estabilitzar el cabal del riu,

- la generació i transmissió d'energia hidroelèctrica,

- proporcionar un subministrament d'aigua fiable als usuaris de la conca del riu Orange, i

- per donar una nova vida a les zones deficients en aigua del Cap Oriental, com les valls del Great Fish i del riu Sundays.

La presa de Gariep, prop de Colesberg, és la principal estructura d'emmagatzematge del riu Orange. Des d'aquí, l'aigua es subministra en dues direccions, cap a l'oest al llarg del riu Orange (mitjançant generadors d'energia hidroelèctrica) fins a la presa de Vanderkloof i cap al sud a través del túnel Orange-Fish fins al Cap Oriental.

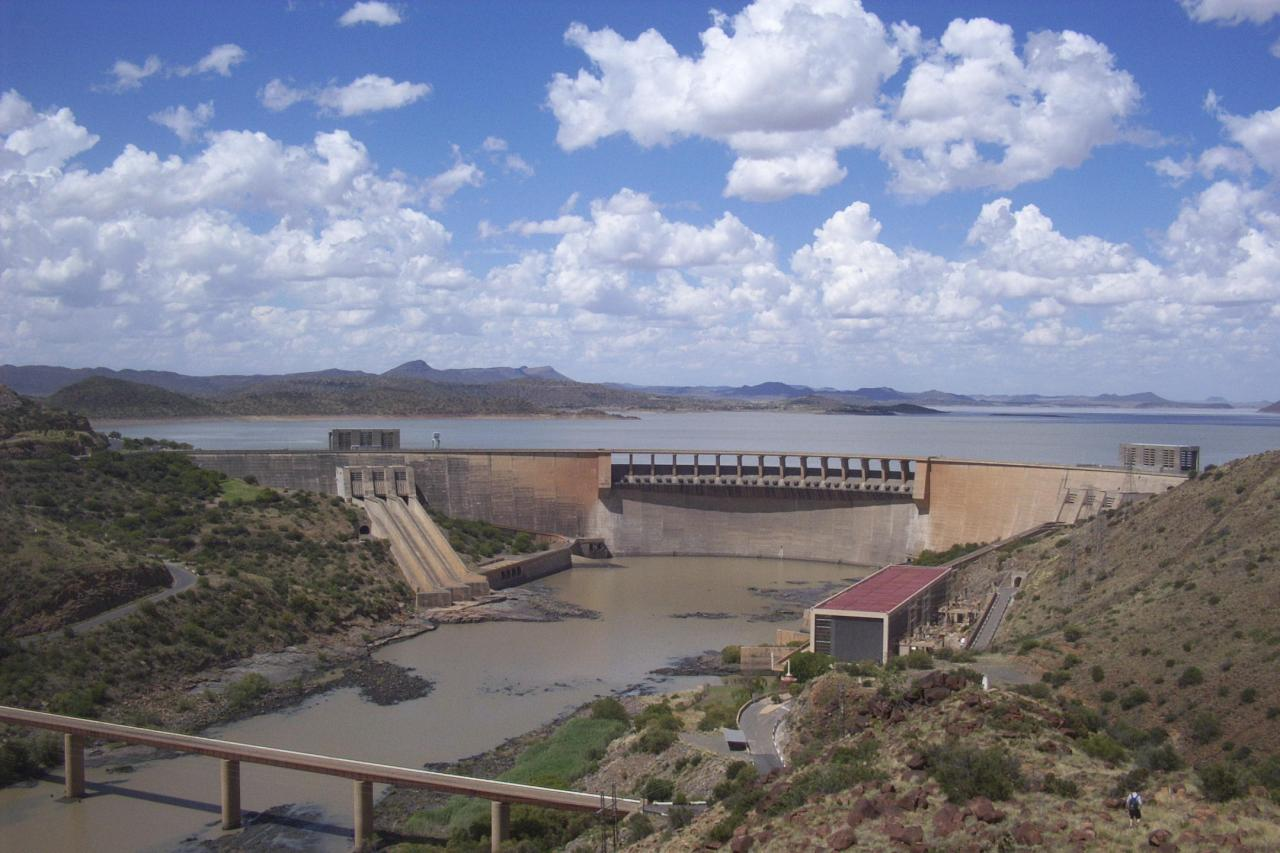
La presa de Gariep al riu Orange és la presa més gran de Sud-àfrica i va ser una part clau del projecte del riu Orange.

#### Hidroelectricitat
Eskom opera centrals hidroelèctriques tant a la presa de Gariep com a la presa de Vanderkloof. La central hidroelèctrica de la presa de Vanderkloof va ser la primera central de generació d'energia de Sud-àfrica situada completament sota terra. Les ciutats Oviston i Oranjekrag es van establir per facilitar la construcció i l'explotació de la nova infraestructura.

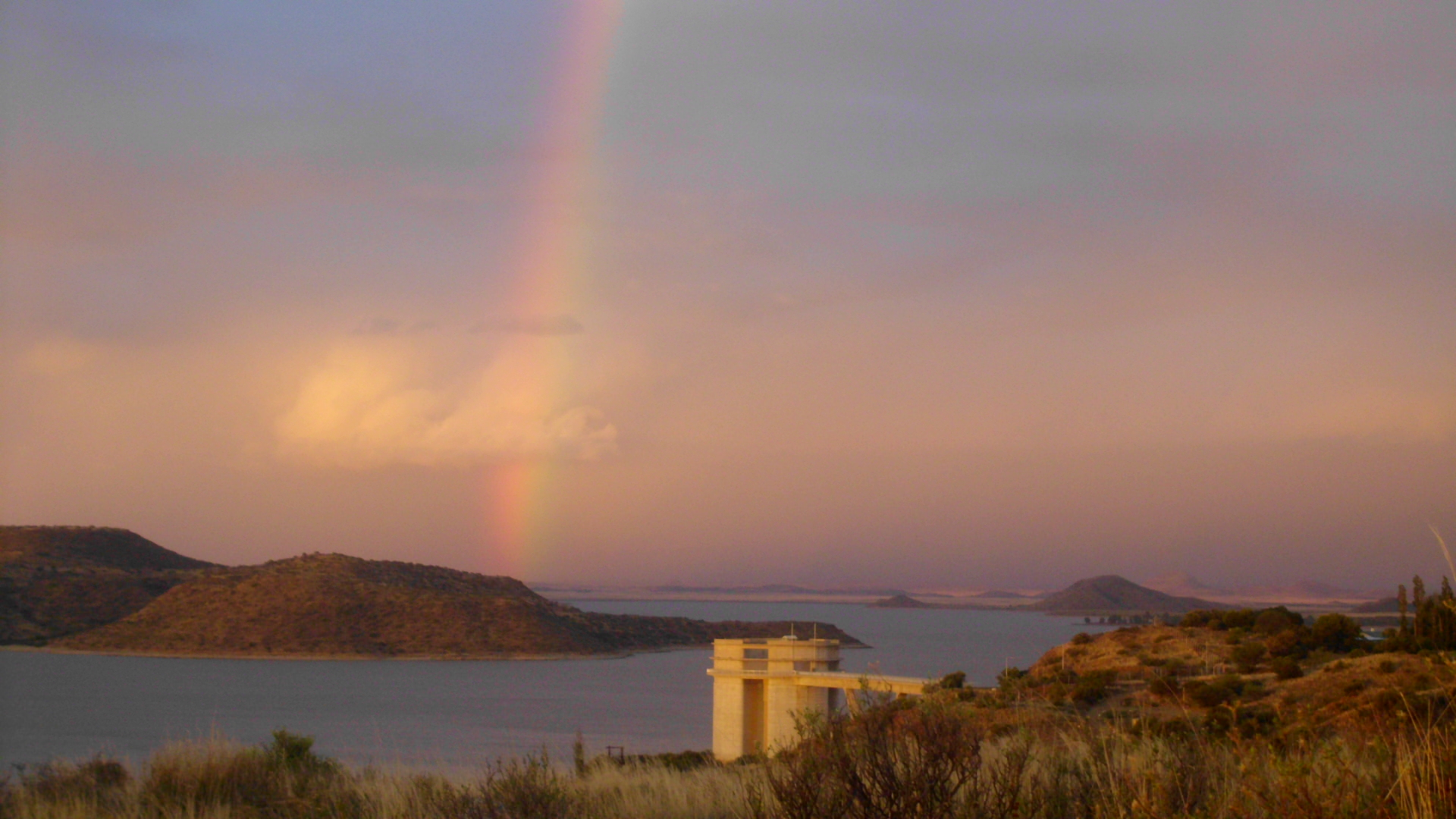
Vista sobre la part est de la presa, amb la presa d'aigua a Oviston

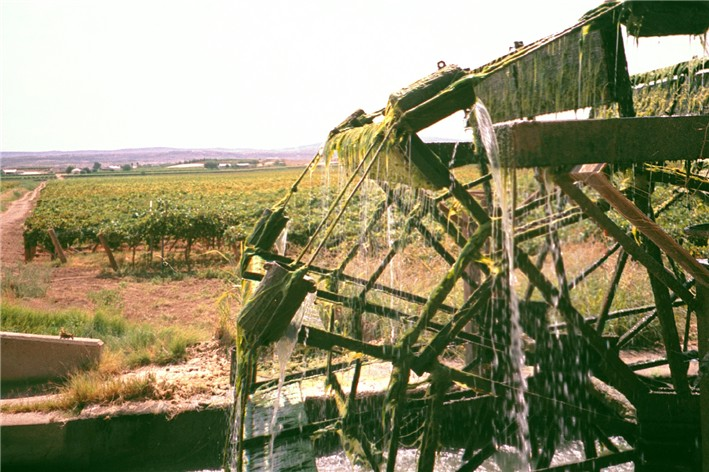
Una vinya al riu Orange

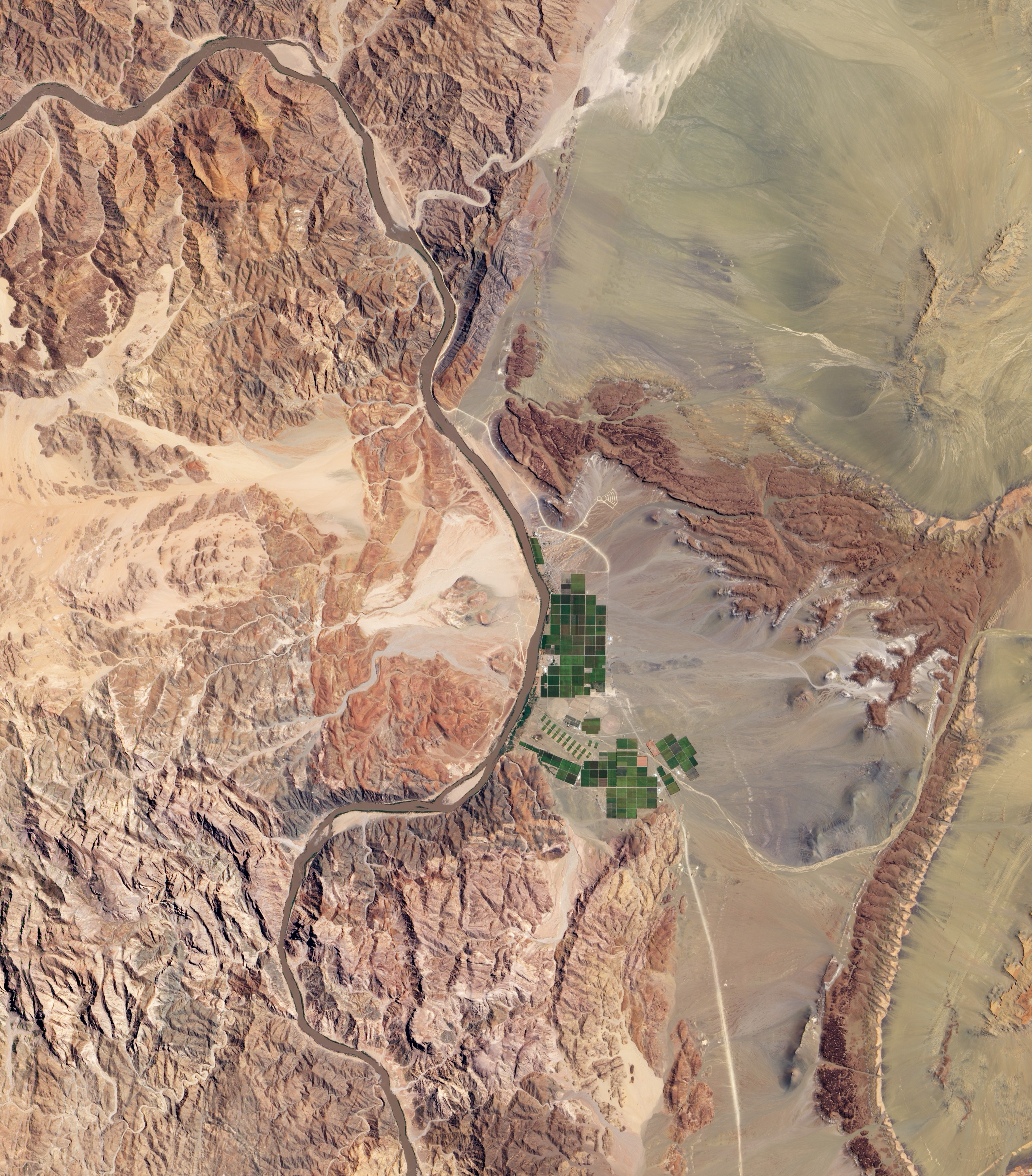
Diversos projectes de reg al llarg del riu

El regadiu a la vasta àrea aigües avall de la presa de Vanderkloof, que ha convertit milers d'hectàrees de veld àrid en terres agrícoles altament productives, va ser possible gràcies a la construcció de les preses de Gariep i Vanderkloof. Els antics esquemes de reg establerts com els de Buchuberg, Upington, Kakamas i Vioolsdrif també s'han beneficiat perquè ara és possible la regulació del cabal. A la banda namíbia del riu, Aussenkehr produeix raïm amb l'ajuda de l'aigua de l'Orange.
En els darrers anys, les zones productores de vi al llarg del riu Orange han crescut en importància. El regadiu a l'Eastern Cape també ha rebut un gran impuls, no només per l'aigua addicional disponible, sinó també per la millora de la qualitat de l'aigua. Sense aquesta millora, els productors de cítrics al llarg del riu Lower Sundays hauria continuat amb gairebé tota seguretat patint pèrdues de productivitat.

### Projecte d'aigua de les terres altes de Lesotho
El projecte d'aigua de les terres altes de Lesotho es va concebre per complementar el subministrament d'aigua al sistema del riu Vaal. L'aigua es lliura a Sud-àfrica mitjançant el túnel de lliurament que passa per sota de la frontera de Lesotho amb Sud-àfrica al riu Caledon, i després sota el riu Little Caledon al sud de Clarens a l'Estat Lliure, i descarrega al riu Ash uns 30 km més al nord. L'esquema es va fer viable quan les demandes d'aigua a Gauteng van assolir nivells que ja no podien ser suportats econòmicament per esquemes alternatius com la central hidroelèctrica reversible del riu Tugela-Riu Vaal, que utilitzava la presa de Sterkfontein, situada prop de Harrismith a l'estat lliure.

### Diamants al·luvials
El 1867, el primer diamant descobert a Sud-àfrica, el diamant Eureka, va ser trobat prop de Hopetown al riu Orange.
Dos anys més tard, es va trobar un diamant molt més gran conegut com l’Estrella de Sud-àfrica a la mateixa zona, provocant una febre de diamants. Aviat va ser eclipsat per la pressa de diamants per extreure diamants directament de la kimberlita a Kimberley el 1871, tot i que es van continuar trobant diamants al·luvials a l'Orange. Avui dia, diverses mines comercials de diamants funcionen a l'últim tram del riu, així com a les platges de la seva desembocadura. Les mines de diamants també funcionen al tram mig del riu.

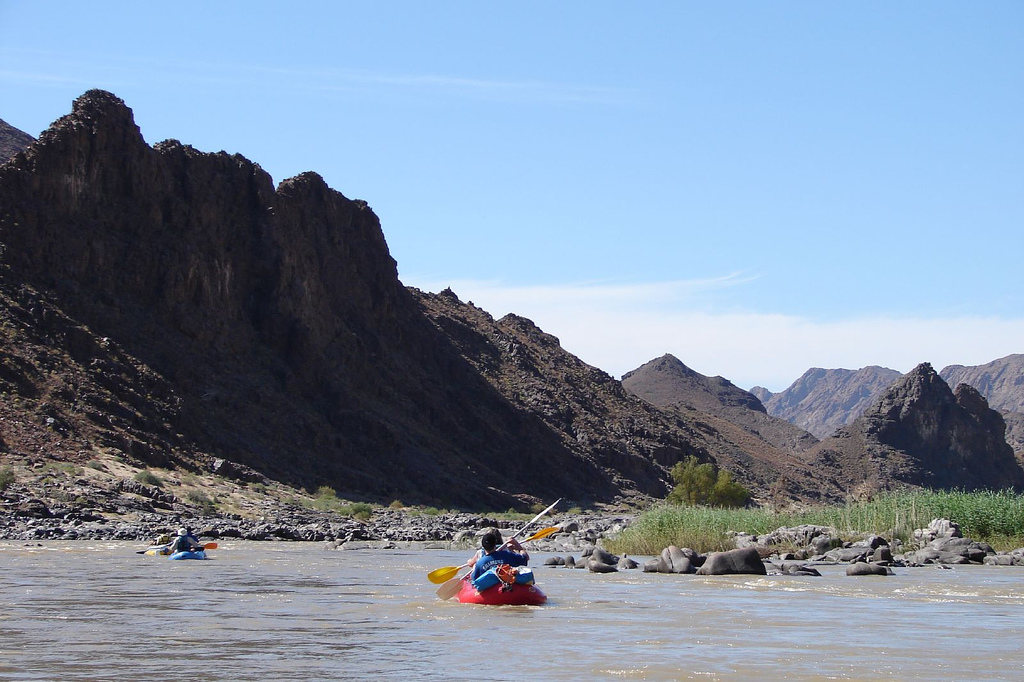
El ràfting al riu Orange és una activitat turística popular.

### Rafting i piragüisme
Durant els mesos temperats de març i abril, donades les bones pluges i obertes les rescloses de les preses, un piragüista pot viatjar fàcilment 30 km per dia. Els trams baixos del riu són els més populars, a causa de la topografia espectacular. Hi ha visites comercials disponibles, i aquestes expedicions surten de la ciutat fronterera de Vioolsdrif.

## Fauna salvatge
El riu Orange no té animals grossos. Es troba fora de l'àrea del cocodril del Nil, i tot i que abans els hipopòtams que eren abundants, van ser caçats fins a l'extermini al segle XIX. El riu Orange té una relativa escassetat de diversitat d'espècies. Una enquesta del 2011 de 13.762 peixos va trobar només 16 espècies de peixos presents. Tres d'aquests, la carpa comuna, la tilàpia de Moçambic i el gambusia affinis no són autòctons. Una altra espècie exòtica, la Truita arc de Sant Martí, es troba a la capçalera del riu a Lesotho.

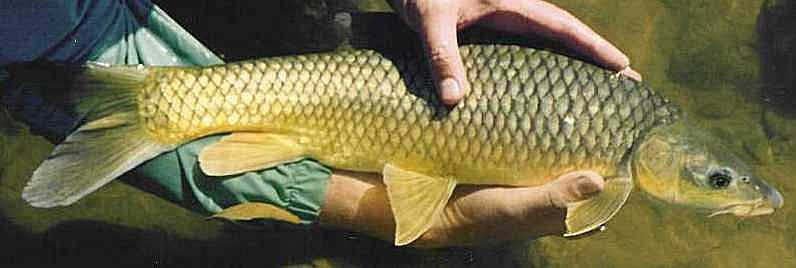
El peix groc de boca petita (Labeobarbus aeneus) és un peix esportiu popular endèmic del sistema del riu Orange-Vaal.

Set espècies són endèmiques del sistema del riu Vaal-Orange:
- Austroglanis sclateri
- Aleta vermella de Pseudobarbus quathlambae o pescó maloti
- Barbus hospes
- Sardina de riu (Mesobola brevianalis)

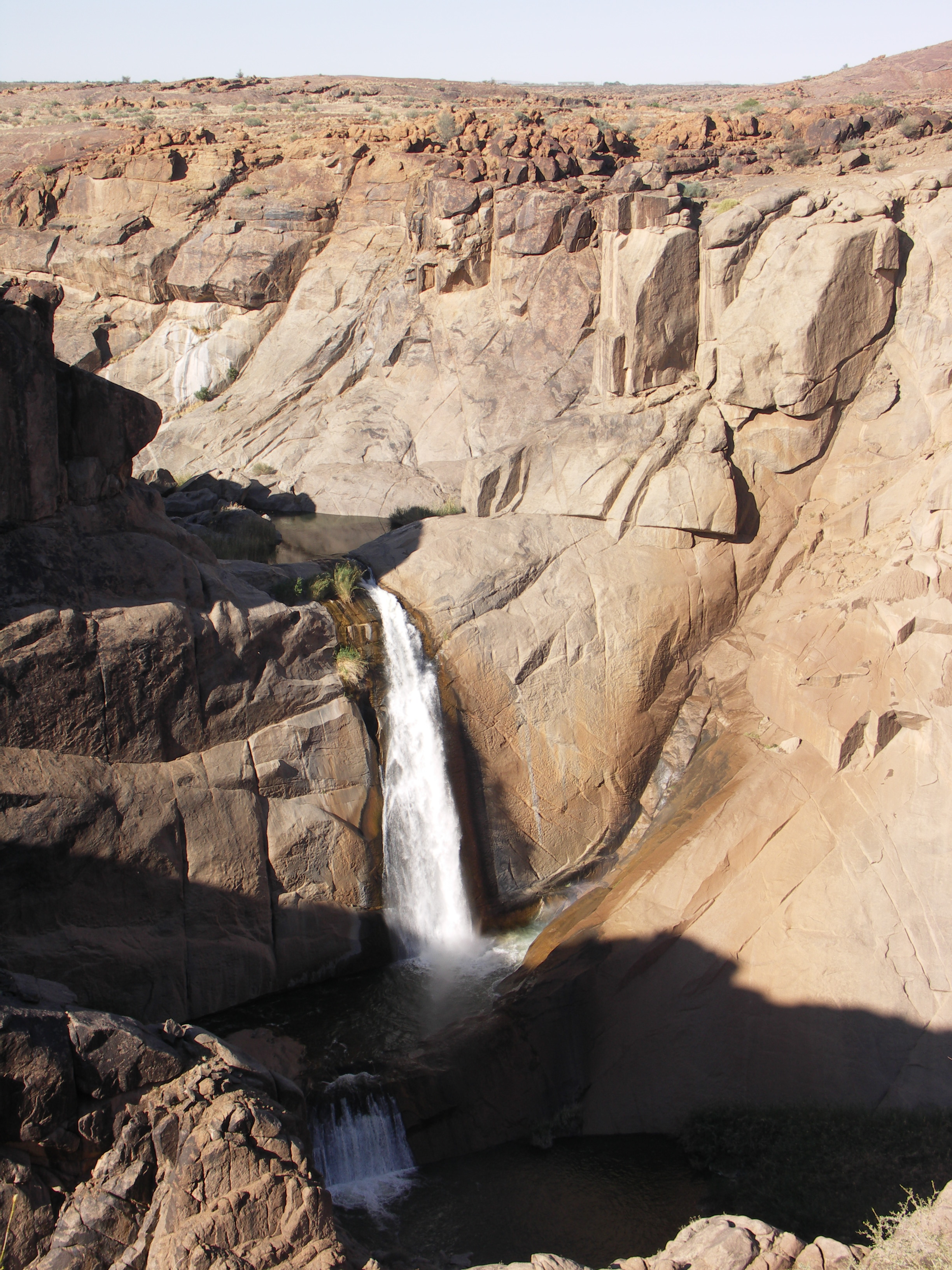
Twin Falls al Parc Nacional de les cascades d'Augrabies

- Labeobarbus aeneus
- Labeobarbus kimberleyensis
- Labeo capensis